# Mickey et l'Océan perdu
Mickey et l'Océan perdu est un album de bande dessinée franco-belge écrit par Denis-Pierre Filippi et dessiné par Silvio Camboni d'après Walt Disney, publié le 3 janvier 2018 par Glénat dans la collection Disney by Glénat.

## Historique
Les Éditions Glénat sont détentrices depuis 2011 d'une licence leur permettant d'exploiter le fonds éditorial de The Walt Disney Company et elles ont ainsi entrepris de publier des intégrales consacrées aux personnages de Mickey Mouse, Donald Duck et Picsou.
Après Café « Zombo », initié par Régis Loisel et paru en 2016, Mickey et l'Océan perdu est, chronologiquement parlant, le cinquième album de la collection Disney by Glénat.

## Synopsis
Après des années de guerre, le monde est à nouveau en paix. Mickey, Minnie et Dingo sont devenus récupérateurs. Sous les mers, ils fouillent les épaves à la recherche de ressources technologiques, notamment la Coralite, un carburant précieux, activité dans laquelle ils sont en concurrence avec le redoutable Pat Hibulaire. Un mystérieux commanditaire les charge de récupérer un cube sombré au fond de l'océan. Cet étrange artefact va permettre à un savant de faire perdre temporairement sa pesanteur à l'eau. Lorsque le scientifique perd le contrôle, tout ce qui est composé d'eau, les cours d'eau et les mers, mais aussi les êtres vivants, se met à léviter. Mickey et ses amis doivent inverser ce processus.

## Publication
- Édition originale : 56 planches, soit 64 pages, format 24 cm x 32 cm, dos toilé ocre rouge avec titre embossé, couverture avec vernis sélectif (note : la première édition a été imprimée à partir d'un fichier non corrigé et comprend de nombreuses fautes d'orthographe et de grammaire), Glénat, collection Disney by Glénat, 2018 (DL 01/2018)  (ISBN 978-2-344-02505-5)[3].